# Новопортівське сільське поселення
Новопо́ртівське сільське поселення (рос. Новопортовское сельское поселение) — сільське поселення у складі Ямальського району Ямало-Ненецького автономного округу Тюменської області Росії.
Адміністративний центр та єдиний населений пункт — село Новий Порт.
Населення сільського поселення становить 1764 особи (2017; 1780 у 2010, 1932 у 2002). Села Моррасале, Таркосале, присілок Усть-Юрібей були ліквідовані 6 жовтня 2006 року.

## Склад
До складу сільського поселення входять:
| Населений пункт       | Населення, осіб (2002) | Населення, осіб (2010) | Населення, осіб (2017) |
| --------------------- | ---------------------- | ---------------------- | ---------------------- |
| Моррасале, село       | 0                      | -                      | -                      |
| Новий Порт, село      | 1932                   | 1780                   | 1764                   |
| Таркосале, село       | 0                      | -                      | -                      |
| Усть-Юрібей, присілок | 0                      | -                      | -                      |